# ヘンリー・スタウト
ヘンリー・スタウト（Henry Stout、1838年1月16日 - 1912年2月16日）は、アメリカ・オランダ改革教会が5番目に派遣した宣教師である。長崎で伝道活動をした。

## 生涯
アメリカ合衆国ニュージャージー州ラリタン村でオランダ系アメリカ人ジョン・スタウトの7人兄弟の第3子として生まれた。20歳の時に、父や姉と一緒に洗礼を受けた。1865年にラトガース大学を卒業し、ニューブラウンズウィック神学校に入学する。J・L・アメルマンが同級生だった。1868年には神学校を卒業して、ラリタン中会で教師資格を得た。同年6月にエリザベス・プロボストと結婚する。
1868年（明治元年）に長崎にいたグイド・フルベッキより、アメリカ・オランダ改革派教会海外伝道局に宣教師派遣の要請があり、スタウトが選ばれた。1869年（明治2年）3月10日にスタウトは夫婦でフルベッキのいた長崎に到着した。スタウトが到着して12日後にフルベッキは開成学校の教師になるために東京に転居。スタウト夫妻はフルベッキが住んでいた大徳寺に居を構え、長崎で宣教活動をすることになった。夫妻は自宅内に夜学を開き、聖書を主な教科書として教えた。スタウトはフルベッキの後任として広運館でも英語を教えた。
1872年（明治5年）に、スタウトは広運館教師を辞職して、東山手14番の邸内に聖書を主な教科書に用いて夜間英語塾を始めるが、広運館の生徒らも参加した。同年、妻のエリザベス（Elizabeth G. Stout）も午後の学校として女子塾を開き、裁縫・編み物を主とした女子教育に従事し、長崎市民に喜ばれることとなった。どちらの塾もスタウト塾と呼ばれ、のちに梅香崎女学校に発展した。その中で、瀬川浅が1873年（明治6年）9月に洗礼を受けている。1876年（明治9年）には長崎日本基督公会が組織された。
1874年（明治7年）にC.H.H.ウォルフ、1897年（明治30年）にユージーン・ブース、1884年（明治17年）にハワード・ハリスが短期間滞在したが、やがて東京・横浜に移っていった。
1878年（明治11年）9月の会議でアメリカ改革教会日本伝道会社が組織されて、長崎ステーションと呼ばれるようになった。フルベッキらが手伝いに来てくれることはあったが、スタウトが孤軍奮闘していた。
1883年（明治16年）にデマレスト、1886年（明治19年）にオルトマンズ、1888年（明治21年）にピークらが訪日したことで、長崎の活動が軌道に乗り始める。瀬川が東京一致神学校を卒業して1877年（明治10年）に戻ると鹿児島の開拓伝道を計画した。1878年に瀬川と留川一路を鹿児島に派遣する。
1881年（明治14年）7月に、瀬川浅と青山昇三郎、服部章蔵と共に日本基督一致教会の西部中会が設立された。1884年に来日した女性宣教師メリー・E・ブロカウが女子学校を、1886年に訪日したアルバート・オルトマンスが男子学校を設立する。1887年（明治20年）には東山学院（スティール・アカデミー）神学部や（スターヂス・セミナリー）女子教育部（現・梅光学院）を開校する。

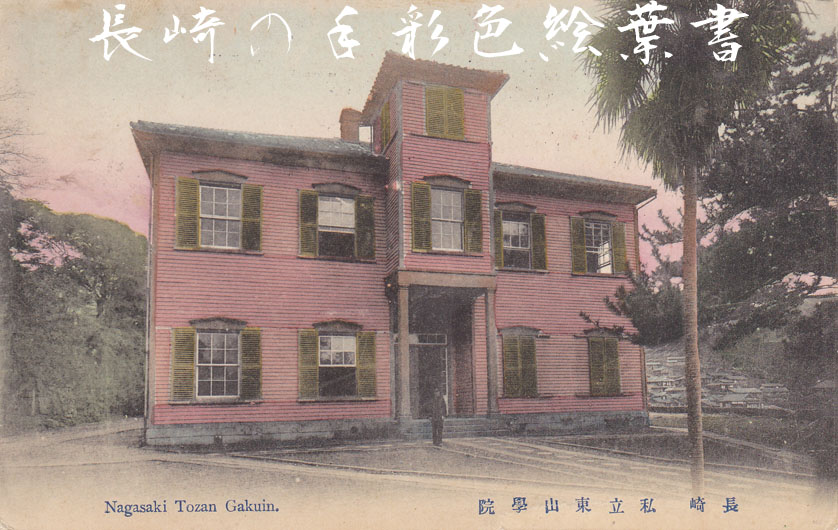
東山学院　旧スチイル記念学校　手彩色絵葉書

1889年日本伝道会社から長崎ステーションが独立して、アメリカ改革教会南日本伝道社になる。1895年（明治28年）に妻の健康不安のためにアメリカに一時帰国する。スタウト不在の間に神学部は閉鎖される。
1889年（明治22年）に日本に帰還するが、1902年に妻が長崎で死去する。1904年（明治27年）にスタウトは宣教師を辞職し、1906年（明治39年）にアメリカに帰国する。
アメリカではニュージャージー州バウンド・ブルック教会で1907年より、レッド・バンク教会で1909年から牧師を務めて、1910年に引退する。1911年に再訪日。1912年にニュージャージー州レイクハーストで死去した。